# 七変化狸御殿
『七変化狸御殿』（しちへんげたぬきごてん）は、1954年（昭和29年）公開のミュージカル映画。大曾根辰夫が監督。101分、白黒。

## キャスト
- お花：美空ひばり
- 鼓太郎：宮城千賀子
- お誘：淡路恵子
- ロマノフ：伴淳三郎
- 清水次郎長：近衛十四郎
- ポン吉：堺駿二
- ジャズ狸：フランキー堺
- 都鳥吉兵衛：川田晴久
- 森の石松：二代目 広沢虎造
- 太郎兵衛：山路義人
- 歌う狸：奈良光枝
- 傘造：渡辺篤
- 闇右衛門：有島一郎
- 漫才夫婦：五久童
- 漫才夫婦：蝶子
- 黒助：青山宏
- ロマノフの用心棒：E・H・エリック
- ロマノフの用心棒：有木三太
- ロマノフの用心棒：山田周平
- 牢番人：大空ヒット
- 牢番人：志賀アキラ
- 家老忠斉：富本民平
- 家老黒右衛門：野沢英一
- 鳥八：西川ヒノデ
- 羽七：中田耕二
- 土蜘蛛の精：中村時十郎
- 駒鳥の精：西島惇子
- 大政：田中謙三
- 小政：加藤秀樹
- 次郎長乾分：宮崎逸夫
- 次郎長乾分：保瀬英二郎
- 次郎長乾分：毛利二郎
- 次郎長乾分：藤田積
- 次郎長乾分：大塚茂
- 次郎長乾分：宮武要
- 次郎長乾分：高見孝三郎
- 都鳥の乾分：水上杢太郎
- 都鳥の乾分：園田健二
- 都鳥の乾分：ヤサカ俊夫
- 都鳥の乾分：光妙寺三郎
- 都鳥の乾分：松井光三郎
- 都鳥の乾分：浅岡襄
- 鬼の親分：小宮山鉄郎
- 三ン下：蓑和田敏
- 森の娘：美保景子
- 森の娘：田中道子
- 森の娘：花森ユキ
- 妖精：秋月恵美子
- 妖精：芦原千津子
- 森の精：高田浩吉
- 大阪松竹歌劇団

## スタッフ
- 製作：市川哲夫
- 企画：福島通人
- 製作助手：小糸章
- 監督：大曾根辰夫
- 監督助手：的井邦雄
- 脚本：柳川真一、中田竜雄、森田竜男
- 撮影：石本秀雄
- 撮影助手：酒井忠
- 音楽：万城目正
- 作詞：石本美由紀
- 作曲：万城目正
- 美術：川村芳久
- 装置：長谷川信三
- 装飾：小島清文
- 録音：福安雅春
- 録音助手：樋口靖次
- 照明：寺田重雄
- 照明助手：市橋重保
- 編集：相良久
- 編集助手：小森繁
- 衣裳：井口正
- 技髪：鈴木眞平
- 結髪：木村よし子
- 殺陣：川原利一
- 振付：矢田茂
- 進行：久保友次

## 主題歌
- コロムビア・レコード
  - 「陽気なバイヨン」
  - 「ひとりぼっちのお月様」
  - 作詞：石本美由紀
  - 作曲：万城目正
  - 唄：美空ひばり